# Serie A3 2019-2020
La Serie A3 2019-2020 si è svolta dal 19 ottobre 2019 all'8 marzo 2020: al torneo hanno partecipato ventitré squadre di club italiane e la vittoria finale non è stata assegnata ad alcuna squadra a seguito dell'interruzione del campionato a causa della pandemia di COVID-19.

## Regolamento

### Formula
Le ventitré squadre, divise in due gironi, avrebbero dovuto disputare un girone all'italiana, con gare di andata e ritorno, per un totale di ventidue giornate; al termine della regular seson:
- Le prime quattro classificate di ogni girone avrebbero dovuto accedere ai play-off promozione, strutturati in quarti di finale, semifinale e finale: la vincitrice sarebbe stata promossa in Serie A2.
- Le squadre classificate dal settimo al decimo posto di ogni girone avrebbero dovuto accedere ai play-out strutturati in quattro finali: le quattro perdenti sarebbero state retrocesse in Serie B.
- Le ultime due classificate del girone bianco e l'ultima classificata del girone blu sarebbero state retrocesse in Serie B[2].

A seguito del diffondersi in Italia della pandemia di COVID-19, il campionato è stato sospeso il 9 marzo 2020: l'8 aprile 2020 la FIPAV ha decretato la chiusura anticipata del campionato senza assegnazione delle promozioni e delle retrocessioni.

### Criteri di classifica
Se il risultato finale è stato di 3-0 o 3-1 sono stati assegnati 3 punti alla squadra vincente e 0 a quella sconfitta, se il risultato finale è stato di 3-2 sono stati assegnati 2 punti alla squadra vincente e 1 a quella sconfitta.
L'ordine del posizionamento in classifica è stato definito in base a:
- Punti;
- Numero di partite vinte;
- Ratio dei set vinti/persi;
- Ratio dei punti realizzati/subiti.

## Squadre partecipanti

### Girone bianco
| Club         | Stagione | Città              | Impianto                 | Stagione precedente                                      |
| ------------ | -------- | ------------------ | ------------------------ | -------------------------------------------------------- |
| AVS          | dettagli | Bolzano            | Palestra Valier          | 7ª in Serie B (girone B)                                 |
| Cisano       | dettagli | Cisano Bergamasco  | PalaPozzoni              | 13ª in Serie A2 (girone blu); ottavi di finale play-off  |
| Cuneo        | dettagli | Cuneo              | PalaCastagnaretta        | 9ª in Serie A2 (girone blu); ottavi di finale play-off   |
| Diavoli Rosa | dettagli | Brugherio          | Centro Sportivo Paolo VI | 1ª in Serie B (girone B); vincitrice play-off promozione |
| Motta        | dettagli | Motta di Livenza   | PalaGrassato             | 2ª in Serie B (girone C); vincitrice play-off promozione |
| Parella      | dettagli | Torino             | Le Cupole                | 1ª in Serie B (girone A); vincitrice play-off promozione |
| Potentino    | dettagli | Potenza Picena     | PalaCivitanova           | 6ª in Serie A2 (girone bianco); semifinali play-off      |
| Porto Viro   | dettagli | Porto Viro         | Palazzetto dello Sport   | 1ª in Serie B (girone C); vincitrice play-off promozione |
| Prata        | dettagli | Prata di Pordenone | PalaPrata                | 11ª in Serie A2 (girone blu); ottavi di finale play-off  |
| Team Club    | dettagli | San Donà di Piave  | PalaFontebasso           | 2ª in Serie B (girone D); semifinali play-off promozione |
| Trentino II  | dettagli | Trento             | PalaSanbapolis           | 3ª in Serie B (girone B)                                 |
| Virtus Fano  | dettagli | Fano               | PalaAllende              | 1ª in Serie B (girone E); vincitrice play-off promozione |

### Girone blu
| Club              | Stagione | Città              | Impianto                | Stagione precedente                                        |
| ----------------- | -------- | ------------------ | ----------------------- | ---------------------------------------------------------- |
| Alessano          | dettagli | Alessano           | Palazzetto dello Sport  | 12ª in Serie A2 (girone bianco); ottavi di finale play-off |
| Corigliano Volley | dettagli | Corigliano-Rossano | PalaCorigliano          | -                                                          |
| Franco Tigano     | dettagli | Palmi              | PalaBotteghelle         | 1ª in Serie B (girone H); vincitrice play-off promozione   |
| GIS Ottaviano     | dettagli | Ottaviano          | PalaCercola             | 1ª in Serie B (girone G); vincitrice play-off promozione   |
| Leverano          | dettagli | Leverano           | PalaIngrosso            | 10ª in Serie A2 (girone bianco); ottavi di finale play-off |
| Macerata          | dettagli | Macerata           | PalaFontescodella       | 9ª in Serie A2 (girone bianco); quarti di finale play-off  |
| M&G               | dettagli | Grottazzolina      | Palasport Grottazzolina | 7ª in Serie A2 (girone blu); quarti di finale play-off     |
| Modica            | dettagli | Modica             | PalaRizza               | 2ª in Serie B (girone H); semifinali play-off promozione   |
| Roma Club         | dettagli | Roma               | PalaHoney               | 11ª in Serie A2 (girone bianco); ottavi di finale play-off |
| Sabaudia          | dettagli | Sabaudia           | PalaVitaletti           | 1ª in Serie B (girone F); vincitrice play-off promozione   |
| Tuscania          | dettagli | Tuscania           | PalaMalè                | 14ª in Serie A2 (girone blu)                               |

## Torneo

### Regular season

#### Girone bianco

##### Risultati
| Prima giornata |                        |     |                                   |
|                |                        |     |                                   |
| 20-10          | Cuneo - Team Club      | 2-3 | 25-20, 25-21, 20-25, 23-25, 7-15  |
| 20-10          | Prata - Trentino II    | 0-3 | 20-25, 24-26, 25-27               |
| 20-10          | Cisano - Virtus Fano   | 3-2 | 25-20, 25-19, 23-25, 17-25, 15-12 |
| 20-10          | Porto Viro - Potentino | 3-0 | 25-21, 25-23, 27-25               |
| 20-10          | Parella - Motta        | 1-3 | 23-25, 21-25, 25-17, 24-26        |
| 20-10          | AVS - Diavoli Rosa     | 3-1 | 25-16, 25-19, 20-25, 27-25        |

| Seconda giornata |                           |     |                                   |
|                  |                           |     |                                   |
| 27-10            | Diavoli Rosa - Porto Viro | 1-3 | 14-25, 25-20, 19-25, 22-25        |
| 27-10            | Virtus Fano - Parella     | 3-1 | 25-18, 22-25, 25-22, 25-14        |
| 26-10            | Motta - AVS               | 3-0 | 25-23, 25-19, 25-13               |
| 26-10            | Trentino II - Cuneo       | 2-3 | 17-25, 19-25, 25-18, 25-18, 11-15 |
| 26-10            | Team Club - Cisano        | 3-0 | 25-22, 25-23, 25-15               |
| 27-10            | Potentino - Prata         | 3-0 | 25-20, 25-19, 25-19               |

| Terza giornata |                         |     |                                   |
|                |                         |     |                                   |
| 03-11          | Cuneo - Porto Viro      | 2-3 | 17-25, 25-17, 25-18, 23-25, 6-15  |
| 03-11          | Cisano - Trentino II    | 2-3 | 25-21, 25-27, 21-25, 25-15, 9-15  |
| 03-11          | Parella - Diavoli Rosa  | 0-3 | 22-25, 16-25, 20-25               |
| 03-11          | Virtus Fano - Team Club | 2-3 | 20-25, 25-16, 25-23, 23-25, 11-15 |
| 02-11          | Motta - Potentino       | 3-1 | 28-26, 25-27, 25-22, 25-17        |
| 03-11          | AVS - Prata             | 2-3 | 25-22, 25-27, 26-24, 16-25, 10-15 |

| Quarta giornata |                          |     |                                   |
|                 |                          |     |                                   |
| 09-11           | Prata - Parella          | 3-1 | 21-25, 25-22, 25-22, 25-20        |
| 10-11           | Cisano - Motta           | 3-1 | 20-25, 25-21, 25-23, 25-23        |
| 10-11           | Diavoli Rosa - Cuneo     | 1-3 | 25-20, 25-27, 20-25, 24-26        |
| 10-11           | Porto Viro - Virtus Fano | 3-2 | 18-25, 25-18, 19-25, 25-21, 15-13 |
| 10-11           | Trentino II - Team Club  | 3-2 | 20-25, 23-25, 25-22, 25-20, 17-15 |
| 09-11           | Potentino - AVS          | 3-0 | 25-22, 25-14, 25-19               |

| Quinta giornata |                          |     |                            |
|                 |                          |     |                            |
| 17-11           | Cuneo - Cisano           | 3-0 | 25-23, 34-32, 29-27        |
| 16-11           | Parella - Potentino      | 1-3 | 25-20, 22-25, 18-25, 20-25 |
| 17-11           | Virtus Fano - AVS        | 3-1 | 25-14, 25-20, 18-25, 25-20 |
| 16-11           | Motta - Diavoli Rosa     | 3-0 | 25-21, 25-20, 25-22        |
| 16-11           | Trentino II - Porto Viro | 0-3 | 18-25, 19-25, 20-25        |
| 17-11           | Team Club - Prata        | 1-3 | 25-22, 20-25, 23-25, 16-25 |

| Sesta giornata |                            |     |                                   |
|                |                            |     |                                   |
| 23-11          | Prata - Virtus Fano        | 2-3 | 18-25, 16-25, 25-22, 25-23, 10-15 |
| 24-11          | Cisano - Parella           | 3-1 | 29-31, 25-20, 25-15, 25-19        |
| 24-11          | Diavoli Rosa - Trentino II | 3-2 | 14-25, 25-20, 33-31, 21-25, 15-10 |
| 24-11          | Porto Viro - Motta         | 3-0 | 25-20, 25-16, 25-23               |
| 24-11          | AVS - Cuneo                | 1-3 | 25-21, 20-25, 17-25, 21-25        |
| 24-11          | Potentino - Team Club      | 3-1 | 25-22, 25-20, 20-25, 26-24        |

| Settima giornata |                          |     |                            |
|                  |                          |     |                            |
| 01-12            | Cuneo - Prata            | 1-3 | 25-18, 14-25, 22-25, 23-25 |
| 01-12            | Porto Viro - Cisano      | 0-3 | 20-25, 24-26, 22-25        |
| 01-12            | Parella - AVS            | 3-1 | 25-18, 26-24, 23-25, 25-17 |
| 30-11            | Motta - Virtus Fano      | 3-1 | 25-23, 25-23, 15-25, 25-19 |
| 30-11            | Trentino II - Potentino  | 3-1 | 26-24, 25-20, 15-25, 29-27 |
| 01-12            | Team Club - Diavoli Rosa | 3-1 | 25-21, 22-25, 25-23, 25-23 |

| Ottava giornata |                           |     |                                   |
|                 |                           |     |                                   |
| 07-12           | Cuneo - Motta             | 3-0 | 28-26, 25-18, 25-22               |
| 07-12           | Prata - Diavoli Rosa      | 2-3 | 25-23, 25-19, 21-25, 18-25, 9-15  |
| 08-12           | Cisano - Potentino        | 2-3 | 25-17, 25-22, 21-25, 23-25, 12-15 |
| 08-12           | Virtus Fano - Trentino II | 1-3 | 25-17, 20-25, 16-25, 22-25        |
| 08-12           | AVS - Porto Viro          | 2-3 | 25-23, 26-24, 25-27, 21-25, 11-15 |
| 08-12           | Team Club - Parella       | 3-2 | 19-25, 25-23, 25-22, 23-25, 15-13 |

| Nona giornata |                            |     |                                   |
|               |                            |     |                                   |
| 15-12         | Diavoli Rosa - Virtus Fano | 2-3 | 25-22, 14-25, 23-25, 28-26, 10-15 |
| 15-12         | Porto Viro - Prata         | 3-1 | 25-10, 25-20, 19-25, 25-16        |
| 15-12         | Parella - Trentino II      | 0-3 | 24-26, 24-26, 22-25               |
| 14-12         | Motta - Team Club          | 3-0 | 25-15, 25-21, 25-16               |
| 15-12         | AVS - Cisano               | 1-3 | 23-25, 25-21, 22-25, 20-25        |
| 14-12         | Potentino - Cuneo          | 3-1 | 23-25, 27-25, 25-23, 25-23        |

| Decima giornata |                          |     |                                   |
|                 |                          |     |                                   |
| 21-12           | Prata - Cisano           | 3-2 | 19-25, 27-29, 25-21, 25-19, 15-12 |
| 22-12           | Diavoli Rosa - Potentino | 3-1 | 33-31, 25-16, 17-25, 27-25        |
| 22-12           | Parella - Porto Viro     | 3-1 | 25-18, 23-25, 25-22, 27-25        |
| 22-12           | Virtus Fano - Cuneo      | 3-0 | 25-20, 25-18, 25-19               |
| 21-12           | Trentino II - Motta      | 3-1 | 25-18, 18-25, 25-19, 25-21        |
| 22-12           | Team Club - AVS          | 1-3 | 25-19, 19-25, 21-25, 25-27        |

| Undicesima giornata |                         |     |                                   |
|                     |                         |     |                                   |
| 29-12               | Cuneo - Parella         | 3-2 | 23-25, 25-19, 18-25, 25-14, 15-12 |
| 26-12               | Cisano - Diavoli Rosa   | 3-0 | 25-14, 25-22, 25-14               |
| 26-12               | Porto Viro - Team Club  | 3-0 | 25-23, 25-21, 25-20               |
| 26-12               | Motta - Prata           | 3-0 | 25-20, 25-17, 28-26               |
| 26-12               | AVS - Trentino II       | 1-3 | 25-21, 26-28, 22-25, 20-25        |
| 26-12               | Potentino - Virtus Fano | 3-0 | 25-17, 25-23, 25-21               |

| Dodicesima giornata |                        |     |                                   |
|                     |                        |     |                                   |
| 05-01               | Team Club - Cuneo      | 3-2 | 25-17, 25-19, 23-25, 22-25, 15-12 |
| 04-01               | Trentino II - Prata    | 1-3 | 18-25, 25-16, 15-25, 18-25        |
| 05-01               | Virtus Fano - Cisano   | 0-3 | 22-25, 19-25, 20-25               |
| 05-01               | Potentino - Porto Viro | 3-1 | 22-25, 29-27, 25-15, 25-16        |
| 04-01               | Motta - Parella        | 1-3 | 11-25, 21-25, 25-21, 16-25        |
| 05-01               | Diavoli Rosa - AVS     | 3-0 | 27-25, 25-15, 25-19               |

| Tredicesima giornata |                           |     |                                   |
|                      |                           |     |                                   |
| 12-01                | Porto Viro - Diavoli Rosa | 3-1 | 25-12, 20-25, 25-19, 25-16        |
| 12-01                | Parella - Virtus Fano     | 0-3 | 23-25, 20-25, 17-25               |
| 12-01                | AVS - Motta               | 1-3 | 22-25, 22-25, 25-19, 19-25        |
| 12-01                | Cuneo - Trentino II       | 3-1 | 26-28, 25-23, 25-23, 25-22        |
| 12-01                | Cisano - Team Club        | 3-2 | 25-22, 27-29, 22-25, 25-18, 15-13 |
| 11-01                | Prata - Potentino         | 2-3 | 25-20, 21-25, 25-23, 19-25, 19-21 |

| Quattordicesima giornata |                         |     |                                   |
|                          |                         |     |                                   |
| 19-01                    | Porto Viro - Cuneo      | 3-1 | 26-28, 25-17, 25-21, 25-15        |
| 18-01                    | Trentino II - Cisano    | 0-3 | 22-25, 15-25, 15-25               |
| 19-01                    | Diavoli Rosa - Parella  | 2-3 | 18-25, 25-23, 25-22, 23-25, 12-15 |
| 19-01                    | Team Club - Virtus Fano | 1-3 | 17-25, 23-25, 25-20, 22-25        |
| 19-01                    | Potentino - Motta       | 3-1 | 23-25, 25-20, 25-21, 25-12        |
| 18-01                    | Prata - AVS             | 3-0 | 25-17, 25-22, 25-20               |

| Quindicesima giornata |                          |     |                                   |
|                       |                          |     |                                   |
| 26-01                 | Parella - Prata          | 0-3 | 26-28, 24-26, 23-25               |
| 25-01                 | Motta - Cisano           | 1-3 | 21-25, 19-25, 25-21, 22-25        |
| 26-01                 | Cuneo - Diavoli Rosa     | 3-1 | 14-25, 25-21, 25-20, 25-19        |
| 26-01                 | Virtus Fano - Porto Viro | 1-3 | 15-25, 25-18, 22-25, 16-25        |
| 26-01                 | Team Club - Trentino II  | 2-3 | 19-25, 25-19, 18-25, 25-15, 11-15 |
| 26-01                 | AVS - Potentino          | 0-3 | 18-25, 19-25, 13-25               |

| Sedicesima giornata |                          |     |                                  |
|                     |                          |     |                                  |
| 02-02               | Cisano - Cuneo           | 3-0 | 25-21, 25-16, 25-18              |
| 01-02               | Potentino - Parella      | 3-0 | 25-16, 25-21, 25-12              |
| 02-02               | AVS - Virtus Fano        | 0-3 | 21-25, 20-25, 21-25              |
| 02-02               | Diavoli Rosa - Motta     | 1-3 | 25-22, 22-25, 23-25, 21-25       |
| 02-02               | Porto Viro - Trentino II | 3-0 | 25-12, 25-14, 25-14              |
| 01-02               | Prata - Team Club        | 3-2 | 25-21, 21-25, 25-15, 21-25, 15-7 |

| Diciassettesima giornata |                            |     |                            |
|                          |                            |     |                            |
| 09-02                    | Virtus Fano - Prata        | 1-3 | 25-20, 22-25, 19-25, 16-25 |
| 09-02                    | Parella - Cisano           | 3-1 | 25-21, 16-25, 26-24, 25-18 |
| 08-02                    | Trentino II - Diavoli Rosa | 0-3 | 23-25, 22-25, 22-25        |
| 08-02                    | Motta - Porto Viro         | 0-3 | 16-25, 23-25, 20-25        |
| 08-02                    | Cuneo - AVS                | 1-3 | 25-20, 20-25, 21-25, 20-25 |
| 09-02                    | Team Club - Potentino      | 3-1 | 25-22, 25-22, 12-25, 25-21 |

| Diciottesima giornata |                          |     |                                   |
|                       |                          |     |                                   |
| 15-02                 | Prata - Cuneo            | 3-0 | 25-16, 25-18, 30-28               |
| 16-02                 | Cisano - Porto Viro      | 3-2 | 19-25, 27-25, 25-20, 22-25, 19-17 |
| 16-02                 | AVS - Parella            | 1-3 | 23-25, 25-23, 22-25, 20-25        |
| 16-02                 | Virtus Fano - Motta      | 0-3 | 21-25, 19-25, 20-25               |
| 15-02                 | Potentino - Trentino II  | 3-1 | 25-21, 25-23, 22-25, 25-19        |
| 16-02                 | Diavoli Rosa - Team Club | 3-0 | 25-23, 25-22, 25-22               |

| Diciannovesima giornata |                           |   |           |
|                         |                           |   |           |
| -                       | Motta - Cuneo             | - | annullata |
| -                       | Diavoli Rosa - Prata      | - | annullata |
| -                       | Potentino - Cisano        | - | annullata |
| -                       | Trentino II - Virtus Fano | - | annullata |
| -                       | Porto Viro - AVS          | - | annullata |
| -                       | Parella - Team Club       | - | annullata |

| Ventesima giornata |                            |     |                                   |
|                    |                            |     |                                   |
| -                  | Virtus Fano - Diavoli Rosa | -   | annullata                         |
| 07-03              | Prata - Porto Viro         | 2-3 | 23-25, 20-25, 25-23, 25-23, 12-15 |
| 07-03              | Trentino II - Parella      | 2-3 | 21-25, 25-19, 20-25, 25-11, 13-15 |
| 08-03              | Team Club - Motta          | 2-3 | 26-24, 25-19, 17-25, 21-25, 12-15 |
| 08-03              | Cisano - AVS               | 3-0 | 25-0, 25-0, 25-0                  |
| 08-03              | Cuneo - Potentino          | 3-0 | 25-21, 25-21, 25-23               |

| Ventunesima giornata |                          |   |           |
|                      |                          |   |           |
| -                    | Cisano - Prata           | - | annullata |
| -                    | Potentino - Diavoli Rosa | - | annullata |
| -                    | Porto Viro - Parella     | - | annullata |
| -                    | Cuneo - Virtus Fano      | - | annullata |
| -                    | Motta - Trentino II      | - | annullata |
| -                    | AVS - Team Club          | - | annullata |

| Ventiduesima giornata |                         |   |           |
|                       |                         |   |           |
| -                     | Parella - Cuneo         | - | annullata |
| -                     | Diavoli Rosa - Cisano   | - | annullata |
| -                     | Team Club - Porto Viro  | - | annullata |
| -                     | Prata - Motta           | - | annullata |
| -                     | Trentino II - AVS       | - | annullata |
| -                     | Virtus Fano - Potentino | - | annullata |

##### Classifica
| Pos. | Squadra      | Pt | G  | V  | P  | SV | SP | Ratio | PF    | PS    | Ratio |
| ---- | ------------ | -- | -- | -- | -- | -- | -- | ----- | ----- | ----- | ----- |
| 1.   | Porto Viro   | 42 | 19 | 15 | 4  | 49 | 25 | 1,960 | 1 708 | 1 530 | 1,116 |
| 2.   | Cisano       | 39 | 19 | 13 | 6  | 46 | 28 | 1,643 | 1 720 | 1 531 | 1,123 |
| 3.   | Potentino    | 37 | 19 | 13 | 6  | 43 | 28 | 1,536 | 1 689 | 1 548 | 1,091 |
| 4.   | Prata        | 34 | 19 | 11 | 8  | 42 | 35 | 1,200 | 1 704 | 1 677 | 1,016 |
| 5.   | Motta        | 32 | 19 | 11 | 8  | 38 | 31 | 1,226 | 1 560 | 1 554 | 1,004 |
| 6.   | Cuneo        | 28 | 19 | 9  | 10 | 37 | 38 | 0,974 | 1 647 | 1 698 | 0,970 |
| 7.   | Trentino II  | 27 | 19 | 9  | 10 | 36 | 40 | 0,900 | 1 634 | 1 697 | 0,963 |
| 8.   | Virtus Fano  | 25 | 18 | 8  | 10 | 34 | 37 | 0,919 | 1 555 | 1 524 | 1,020 |
| 9.   | Team Club    | 22 | 19 | 7  | 12 | 35 | 46 | 0,761 | 1 727 | 1 799 | 0,960 |
| 10.  | Diavoli Rosa | 21 | 18 | 7  | 11 | 32 | 38 | 0,842 | 1 534 | 1 598 | 0,960 |
| 11.  | Parella      | 21 | 19 | 7  | 12 | 30 | 45 | 0,667 | 1 634 | 1 711 | 0,955 |
| 12.  | AVS (-3)     | 8  | 19 | 3  | 16 | 20 | 51 | 0,392 | 1 445 | 1 690 | 0,855 |

L'AVS ha scontato 3 punti di penalizzazione.

#### Girone blu

##### Risultati
| Prima giornata |                              |          |                            |
|                |                              |          |                            |
| Riposa:        | Macerata                     | Macerata | Macerata                   |
| 20-10          | M&G - Franco Tigano          | 3-0      | 25-14, 25-16, 25-23        |
| 20-10          | Leverano - GIS Ottaviano     | 1-3      | 25-22, 16-25, 17-25, 23-25 |
| 20-10          | Roma Club - Sabaudia         | 3-0      | 28-26, 25-22, 25-15        |
| 20-10          | Modica - Tuscania            | 1-3      | 25-27, 21-25, 25-19, 27-29 |
| 20-10          | Corigliano Volley - Alessano | 1-3      | 25-27, 23-25, 28-26, 22-25 |

| Seconda giornata |                              |     |                                   |
|                  |                              |     |                                   |
| Riposa:          | M&G                          | M&G | M&G                               |
| 27-10            | Alessano - Modica            | 2-3 | 23-25, 18-25, 25-23, 25-12, 12-15 |
| 27-10            | Tuscania - Leverano          | 3-1 | 25-16, 25-21, 27-29, 27-25        |
| 27-10            | GIS Ottaviano - Macerata     | 1-3 | 28-30, 25-23, 28-30, 14-25        |
| 26-10            | Franco Tigano - Roma Club    | 1-3 | 25-23, 23-25, 15-25, 18-25        |
| 27-10            | Sabaudia - Corigliano Volley | 0-3 | 15-25, 17-25, 22-25               |

| Terza giornata |                                   |          |                                   |
|                |                                   |          |                                   |
| Riposa:        | Alessano                          | Alessano | Alessano                          |
| 03-11          | Macerata - Tuscania               | 2-3      | 25-22, 16-25, 25-17, 21-25, 11-15 |
| 03-11          | Leverano - Franco Tigano          | 0-3      | 23-25, 21-25, 21-25               |
| 03-11          | Roma Club - M&G                   | 0-3      | 23-25, 18-25, 22-25               |
| 03-11          | Modica - Sabaudia                 | 2-2      | 25-23, 21-25, 22-25, 25-20        |
| 03-11          | Corigliano Volley - GIS Ottaviano | 3-0      | 25-18, 26-24, 27-25               |

| Quarta giornata |                              |          |                            |
|                 |                              |          |                            |
| Riposa:         | Sabaudia                     | Sabaudia | Sabaudia                   |
| 10-11           | M&G - Leverano               | 3-1      | 34-36, 25-18, 25-17, 25-23 |
| 10-11           | Alessano - Macerata          | 3-1      | 25-20, 25-21, 23-25, 25-22 |
| 10-11           | Tuscania - Corigliano Volley | 1-3      | 29-27, 18-25, 19-25, 20-25 |
| 10-11           | GIS Ottaviano - Roma Club    | 3-0      | 25-23, 25-22, 25-21        |
| 09-11           | Franco Tigano - Modica       | 3-1      | 25-21, 25-23, 21-25, 26-24 |

| Quinta giornata |                            |               |                            |
|                 |                            |               |                            |
| Riposa:         | GIS Ottaviano              | GIS Ottaviano | GIS Ottaviano              |
| 17-11           | Macerata - Franco Tigano   | 3-1           | 25-20, 25-17, 24-26, 25-21 |
| 17-11           | Leverano - Roma Club       | 0-3           | 16-25, 16-25, 20-25        |
| 17-11           | Tuscania - M&G             | 1-3           | 20-25, 25-19, 25-27, 18-25 |
| 17-11           | Sabaudia - Alessano        | 3-1           | 25-23, 26-24, 20-25, 25-16 |
| 17-11           | Corigliano Volley - Modica | 3-1           | 25-21, 17-25, 25-21, 25-18 |

| Sesta giornata |                               |           |                            |
|                |                               |           |                            |
| Riposa:        | Roma Club                     | Roma Club | Roma Club                  |
| 24-11          | M&G - Corigliano Volley       | 3-0       | 25-19, 25-23, 25-22        |
| 24-11          | Alessano - Tuscania           | 1-3       | 25-27, 22-25, 25-20, 17-25 |
| 23-11          | Franco Tigano - GIS Ottaviano | 3-1       | 20-25, 25-16, 25-20, 25-21 |
| 24-11          | Sabaudia - Macerata           | 1-3       | 25-19, 21-25, 22-25, 16-25 |
| 24-11          | Modica - Leverano             | 1-3       | 25-23, 19-25, 19-25, 14-25 |

| Settima giornata |                               |          |                            |
|                  |                               |          |                            |
| Riposa:          | Leverano                      | Leverano | Leverano                   |
| 01-12            | Macerata - Modica             | 1-3      | 25-27, 25-15, 16-25, 21-25 |
| 30-11            | Roma Club - Corigliano Volley | 3-1      | 25-20, 25-23, 21-25, 25-23 |
| 01-12            | Tuscania - Sabaudia           | 3-1      | 16-25, 29-27, 25-23, 25-14 |
| 30-11            | GIS Ottaviano - M&G           | 0-3      | 22-25, 16-25, 22-25        |
| 30-11            | Franco Tigano - Alessano      | 3-0      | 25-15, 25-23, 25-20        |

| Ottava giornata |                              |          |                            |
|                 |                              |          |                            |
| Riposa:         | Tuscania                     | Tuscania | Tuscania                   |
| 08-12           | Macerata - Roma Club         | 3-1      | 25-16, 25-19, 20-25, 25-20 |
| 08-12           | Alessano - GIS Ottaviano     | 0-3      | 20-25, 24-26, 19-25        |
| 08-12           | Sabaudia - Franco Tigano     | 3-0      | 25-20, 27-25, 27-25        |
| 08-12           | Modica - M&G                 | 0-3      | 20-25, 16-25, 22-25        |
| 08-12           | Corigliano Volley - Leverano | 3-1      | 25-18, 25-19, 23-25, 25-22 |

| Nona giornata |                          |                   |                                  |
|               |                          |                   |                                  |
| Riposa:       | Corigliano Volley        | Corigliano Volley | Corigliano Volley                |
| 15-12         | M&G - Sabaudia           | 3-0               | 25-19, 25-19, 25-12              |
| 15-12         | Leverano - Macerata      | 1-3               | 25-23, 14-25, 13-25, 11-25       |
| 15-12         | Roma Club - Alessano     | 3-1               | 25-20, 26-24, 24-26, 25-22       |
| 15-12         | GIS Ottaviano - Modica   | 3-1               | 25-23, 25-22, 18-25, 25-18       |
| 14-12         | Franco Tigano - Tuscania | 2-3               | 25-21, 21-25, 20-25, 25-20, 6-15 |

| Decima giornata |                              |               |                                   |
|                 |                              |               |                                   |
| Riposa:         | Franco Tigano                | Franco Tigano | Franco Tigano                     |
| 22-12           | Macerata - Corigliano Volley | 3-0           | 25-17, 25-19, 25-17               |
| 22-12           | Alessano - M&G               | 0-3           | 20-25, 20-25, 17-25               |
| 22-12           | Tuscania - GIS Ottaviano     | 3-0           | 25-18, 25-20, 25-20               |
| 22-12           | Sabaudia - Leverano          | 3-0           | 25-20, 26-24, 25-19               |
| 22-12           | Modica - Roma Club           | 3-2           | 22-25, 25-16, 25-19, 22-25, 15-11 |

| Undicesima giornata |                                   |        |                                   |
|                     |                                   |        |                                   |
| Riposa:             | Modica                            | Modica | Modica                            |
| 26-12               | M&G - Macerata                    | 3-0    | 27-25, 25-23, 25-17               |
| 26-12               | Leverano - Alessano               | 2-3    | 22-25, 19-25, 25-23, 25-21, 12-15 |
| 26-12               | Roma Club - Tuscania              | 3-2    | 25-14, 22-25, 25-20, 25-27, 15-11 |
| 26-12               | GIS Ottaviano - Sabaudia          | 3-1    | 23-25, 25-23, 25-20, 25-14        |
| 26-12               | Corigliano Volley - Franco Tigano | 3-1    | 23-25, 25-23, 25-19, 26-24        |

| Dodicesima giornata |                              |          |                            |
|                     |                              |          |                            |
| Riposa:             | Macerata                     | Macerata | Macerata                   |
| 04-01               | Franco Tigano - M&G          | 0-3      | 17-25, 18-25, 14-25        |
| 05-01               | GIS Ottaviano - Leverano     | 3-1      | 25-21, 25-23, 21-25, 25-17 |
| 05-01               | Sabaudia - Roma Club         | 0-3      | 20-25, 18-25, 20-25        |
| 05-01               | Tuscania - Modica            | 3-1      | 19-25, 25-20, 25-20, 25-19 |
| 05-01               | Alessano - Corigliano Volley | 3-0      | 25-21, 25-19, 25-19        |

| Tredicesima giornata |                              |     |                                   |
|                      |                              |     |                                   |
| Riposa:              | M&G                          | M&G | M&G                               |
| 12-01                | Modica - Alessano            | 1-3 | 15-25, 23-25, 25-21, 17-25        |
| 12-01                | Leverano - Tuscania          | 2-3 | 25-17, 23-25, 25-22, 23-25, 12-15 |
| 11-01                | Macerata - GIS Ottaviano     | 1-3 | 31-33, 19-25, 25-20, 22-25        |
| 12-01                | Roma Club - Franco Tigano    | 3-0 | 25-23, 32-30, 25-20               |
| 12-01                | Corigliano Volley - Sabaudia | 1-3 | 22-25, 25-20, 21-25, 22-25        |

| Quattordicesima giornata |                                   |          |                            |
|                          |                                   |          |                            |
| Riposa:                  | Alessano                          | Alessano | Alessano                   |
| 19-01                    | Tuscania - Macerata               | 1-3      | 21-25, 20-25, 25-20, 19-25 |
| 18-01                    | Franco Tigano - Leverano          | 3-1      | 28-30, 26-24, 25-21, 25-19 |
| 19-01                    | M&G - Roma Club                   | 3-1      | 21-25, 25-18, 25-18, 25-20 |
| 19-01                    | Sabaudia - Modica                 | 3-1      | 16-25, 25-19, 25-18, 27-25 |
| 19-01                    | GIS Ottaviano - Corigliano Volley | 3-0      | 25-19, 25-22, 28-26        |

| Quindicesima giornata |                              |          |                            |
|                       |                              |          |                            |
| Riposa:               | Sabaudia                     | Sabaudia | Sabaudia                   |
| 26-01                 | Leverano - M&G               | 1-3      | 22-25, 23-25, 25-19, 14-25 |
| 26-01                 | Macerata - Alessano          | 0-3      | 18-25, 22-25, 25-27        |
| 26-01                 | Corigliano Volley - Tuscania | 1-3      | 25-23, 22-25, 17-25, 15-25 |
| 26-01                 | Roma Club - GIS Ottaviano    | 3-0      | 25-16, 25-20, 25-22        |
| 26-01                 | Modica - Franco Tigano       | 1-3      | 19-25, 25-23, 14-25, 17-25 |

| Sedicesima giornata |                            |               |                                   |
|                     |                            |               |                                   |
| Riposa:             | GIS Ottaviano              | GIS Ottaviano | GIS Ottaviano                     |
| 01-02               | Franco Tigano - Macerata   | 2-3           | 25-21, 25-23, 19-25, 17-25, 11-15 |
| 02-02               | Roma Club - Leverano       | 2-3           | 25-16, 17-25, 23-25, 25-17, 12-15 |
| 02-02               | M&G - Tuscania             | 3-1           | 26-28, 25-12, 25-18, 26-24        |
| 02-02               | Alessano - Sabaudia        | 3-2           | 25-20, 25-21, 23-25, 34-36, 15-13 |
| 02-02               | Modica - Corigliano Volley | 3-2           | 25-22, 23-25, 25-23, 25-27, 15-11 |

| Diciassettesima giornata |                               |           |                                   |
|                          |                               |           |                                   |
| Riposa:                  | Roma Club                     | Roma Club | Roma Club                         |
| 09-02                    | Corigliano Volley - M&G       | 0-3       | 25-27, 21-25, 13-25               |
| 09-02                    | Tuscania - Alessano           | 3-2       | 25-21, 23-25, 25-20, 16-25, 15-12 |
| 09-02                    | GIS Ottaviano - Franco Tigano | 3-2       | 25-21, 25-23, 19-25, 21-25, 15-10 |
| 09-02                    | Macerata - Sabaudia           | 3-0       | 25-20, 25-22, 25-14               |
| 09-02                    | Leverano - Modica             | 0-3       | 21-25, 21-25, 18-25               |

| Diciottesima giornata |                               |          |                            |
|                       |                               |          |                            |
| Riposa:               | Leverano                      | Leverano | Leverano                   |
| 16-02                 | Modica - Macerata             | 0-3      | 22-25, 23-25, 21-25        |
| 16-02                 | Corigliano Volley - Roma Club | 3-0      | 25-19, 25-20, 25-23        |
| 16-02                 | Sabaudia - Tuscania           | 0-3      | 21-25, 18-25, 21-25        |
| 16-02                 | M&G - GIS Ottaviano           | 3-0      | 25-22, 25-16, 25-19        |
| 16-02                 | Alessano - Franco Tigano      | 1-3      | 21-25, 25-22, 19-25, 20-25 |

| Diciannovesima giornata |                              |          |           |
|                         |                              |          |           |
| Riposa:                 | Tuscania                     | Tuscania | Tuscania  |
| -                       | Roma Club - Macerata         | -        | annullata |
| -                       | Ottaviano - Alessano         | -        | annullata |
| -                       | Franco Tigano - Sabaudia     | -        | annullata |
| -                       | M&G - Modica                 | -        | annullata |
| -                       | Leverano - Corigliano Volley | -        | annullata |

| Ventesima giornata |                          |                   |                                   |
|                    |                          |                   |                                   |
| Riposa:            | Corigliano Volley        | Corigliano Volley | Corigliano Volley                 |
| 08-03              | Sabaudia - M&G           | 0-3               | 21-25, 23-25, 17-25               |
| 08-03              | Macerata - Leverano      | 3-0               | 25-15, 25-19, 25-18               |
| 08-03              | Alessano - Roma Club     | 2-3               | 25-21, 15-25, 25-22, 24-26, 13-15 |
| 08-03              | Modica - Ottaviano       | 3-2               | 30-28, 27-29, 26-24, 22-25, 15-13 |
| 08-03              | Tuscania - Franco Tigano | 3-1               | 25-18, 25-16, 21-25, 28-26        |

| Ventunesima giornata |                              |               |               |
|                      |                              |               |               |
| Riposa:              | Franco Tigano                | Franco Tigano | Franco Tigano |
| -                    | Corigliano Volley - Macerata | -             | annullata     |
| -                    | M&G - Alessano               | -             | annullata     |
| -                    | Ottaviano - Tuscania         | -             | annullata     |
| -                    | Leverano - Sabaudia          | -             | annullata     |
| -                    | Roma Club - Modica           | -             | annullata     |

| Ventiduesima giornata |                                   |        |           |
|                       |                                   |        |           |
| Riposa:               | Modica                            | Modica | Modica    |
| -                     | Macerata - M&G                    | -      | annullata |
| -                     | Alessano - Leverano               | -      | annullata |
| -                     | Tuscania - Roma Club              | -      | annullata |
| -                     | Sabaudia - Ottaviano              | -      | annullata |
| -                     | Franco Tigano - Corigliano Volley | -      | annullata |

##### Classifica
| Pos. | Squadra           | Pt | G  | V  | P  | SV | SP | Ratio  | PF    | PS    | Ratio |
| ---- | ----------------- | -- | -- | -- | -- | -- | -- | ------ | ----- | ----- | ----- |
| 1.   | M&G               | 51 | 17 | 17 | 0  | 51 | 5  | 10,200 | 1 401 | 1 125 | 1,245 |
| 2.   | Tuscania          | 36 | 18 | 13 | 5  | 45 | 30 | 1,500  | 1 693 | 1 646 | 1,028 |
| 3.   | Macerata          | 33 | 17 | 11 | 6  | 38 | 26 | 1,461  | 1 498 | 1 366 | 1,096 |
| 4.   | Roma Club         | 30 | 17 | 10 | 7  | 36 | 28 | 1,285  | 1 450 | 1 390 | 1,043 |
| 5.   | GIS Ottaviano     | 27 | 17 | 9  | 8  | 31 | 31 | 1,000  | 1 417 | 1 435 | 0,987 |
| 6.   | Franco Tigano     | 24 | 18 | 7  | 11 | 31 | 38 | 0,815  | 1 525 | 1 578 | 0,966 |
| 7.   | Alessano          | 22 | 17 | 7  | 10 | 31 | 37 | 0,837  | 1 520 | 1 537 | 0,988 |
| 8.   | Corigliano Volley | 22 | 17 | 7  | 10 | 27 | 34 | 0,794  | 1 387 | 1 414 | 0,980 |
| 9.   | Sabaudia          | 17 | 17 | 5  | 12 | 22 | 39 | 0,564  | 1 317 | 1 443 | 0,912 |
| 10.  | Modica            | 16 | 18 | 7  | 11 | 30 | 44 | 0,681  | 1 608 | 1 690 | 0,951 |
| 11.  | Leverano          | 7  | 17 | 2  | 15 | 18 | 48 | 0,375  | 1 376 | 1 568 | 0,877 |

## Statistiche
| Rendimento individuale | Rendimento individuale | Rendimento individuale | Rendimento individuale |
| Pos.                   | Nome                   | Punti                  | Squadra                |
| ---------------------- | ---------------------- | ---------------------- | ---------------------- |
| 1                      | Diego Cantagalli       | 411                    | Diavoli Rosa           |
| 2                      | Domenico Laganà        | 394                    | Franco Tigano          |
| 3                      | Alejandro Rizo         | 391                    | Macerata               |
| 4                      | Giacomo Bellei         | 372                    | Team Club              |
| 5                      | Hidde Boswinkel        | 370                    | Alessano               |
| 6                      | Alberto Baldazzi       | 357                    | Prata                  |
| 7                      | Andrea Bulfon          | 349                    | Virtus Fano            |
| 8                      | Alessandro Orefice     | 343                    | Leverano               |
| 8                      | Alessandro Michieletto | 343                    | Trentino II            |
| 8                      | Paolo Di Silvestre     | 343                    | Potentino              |

| Attacchi vincenti | Attacchi vincenti  | Attacchi vincenti | Attacchi vincenti |
| Pos.              | Nome               | Punti             | Squadra           |
| ----------------- | ------------------ | ----------------- | ----------------- |
| 1                 | Diego Cantagalli   | 364               | Diavoli Rosa      |
| 2                 | Domenico Laganà    | 341               | Franco Tigano     |
| 3                 | Hidde Boswinkel    | 331               | Alessano          |
| 4                 | Giacomo Bellei     | 328               | Team Club         |
| 5                 | Alejandro Rizo     | 320               | Macerata          |
| 6                 | Alessandro Orefice | 312               | Leverano          |
| 7                 | Alberto Baldazzi   | 310               | Prata             |
| 8                 | Paolo Di Silvestre | 295               | Potentino         |
| 9                 | Andrea Bulfon      | 294               | Virtus Fano       |
| 10                | Federico Rossatti  | 289               | Tuscania          |

| Muri vincenti | Muri vincenti       | Muri vincenti | Muri vincenti     |
| Pos.          | Nome                | Punti         | Squadra           |
| ------------- | ------------------- | ------------- | ----------------- |
| 1             | Mario Ferraro       | 69            | Tuscania          |
| 1             | Massimiliano Cioffi | 69            | Team Club         |
| 3             | Matteo Sperandio    | 67            | Porto Viro        |
| 4             | Lorenzo Milesi      | 61            | Cisano            |
| 5             | Matteo Pizzichini   | 57            | Corigliano Volley |
| 6             | Alessandro Paoli    | 53            | AVS               |
| 6             | Gabriele Ceccobello | 53            | Tuscania          |
| 8             | Stefano Remo        | 48            | Franco Tigano     |
| 9             | Mario Giacobelli    | 47            | GIS Ottaviano     |
| 10            | Paolo Mazzone       | 46            | Parella           |

| Battute vincenti | Battute vincenti       | Battute vincenti | Battute vincenti  |
| Pos.             | Nome                   | Punti            | Squadra           |
| ---------------- | ---------------------- | ---------------- | ----------------- |
| 1                | Kristian Gamba         | 42               | Motta             |
| 2                | Alejandro Rizo         | 41               | Macerata          |
| 3                | Fabio Gerbino          | 40               | Parella           |
| 4                | Alessandro Michieletto | 39               | Trentino II       |
| 5                | Aleksandăr Mitkov      | 33               | Diavoli Rosa      |
| 5                | Alessandro Dordei      | 33               | Porto Viro        |
| 7                | Roberto Pinali         | 28               | Motta             |
| 7                | Matteo Paoletti        | 28               | Potentino         |
| 9                | Davide Cester          | 27               | Corigliano Volley |
| 10               | Alberto Baldazzi       | 26               | Prata             |